# Iban García del Blanco
Iban García del Blanco  (León, 8 de febrero de 1977) es un político y ajedrecista español. Fue dos veces concejal del Ayuntamiento de León y Secretario Federal de Cultura y de Movimientos Sociales del PSOE. También se presentó dos veces como candidato al Congreso de los Diputados por León. Fue Secretario Federal de Cultura del PSOE y presidente de la Fundación Pablo Iglesias y del ente público Acción Cultural Española. En 1996 fue subcampeón universitario de ajedrez. En la actualidad es Diputado al Parlamento Europeo por el PSOE desde el año 2019, miembro del Grupo de la Alianza Progresista de Socialistas y Demócratas (S&D) en la Eurocámara.

## Biografía
Nació en León, donde estudió y se formó como abogado, descendiendo de una familia de Laciana.

### Formación
Tras concluir los estudios de bachillerato en León en el IES de Eras de Renueva en León, se licenció en Derecho por la Universidad de León y durante unos años ejerció como abogado en un bufete de León, actividad que abandonó al incorporarse a tiempo completo en su segundo mandato en el Ayuntamiento de León como concejal (2007-2011). Actualmente está colegiado en el Ilustre Colegio de Abogados de León.

### Universidad y primera militancia
Durante su periodo universitario, entre los años 1995 y 2001, se adentró en el activismo asociativo inicialmente como representante estudiantil; culminando esta etapa como Presidente de la Junta de Estudiantes de la Universidad de León y Vicepresidente del Consejo Interuniversitario de Representantes de Estudiantes de Universidades de Castilla y León (CIRECYL). Asimismo fue Secretario General de la JJSS de León de 1999 a 2004.

### Trayectoria pública
En el 2003, con veintiséis años, fue elegido concejal en el Ayuntamiento de León donde, durante nueve años y dos legislaturas, fue inicialmente responsable del área de Juventud y Participación Ciudadana, y ya durante su último mandato de Personal y Régimen Interior. Durante la mayor parte de ese tiempo fue, además, portavoz del PSOE. En su cargo como concejal de Personal, fue denunciado por un presunto caso de discriminación laboral.  Causa que fue finalmente sobreseida.
En mayo de 2011 fue nombrado diputado provincial de León, desempeñando la portavocía del PSOE. Durante este mandato tuvo un conflicto institucional relativo al cobro de dietas:  siendo concejal de la ciudad de León, fijó su lugar de residencia en Cortiguera, localidad muy distante de León capital, por lo que podría cobrar dietas de desplazamiento. Finalmente, la Diputación de León aprobó en noviembre una modificación del reglamento de la Cámara por el que los diputados por León y su alfoz no percibirían esos complementos, independientemente de su lugar de residencia, contando con el voto favorable del propio García del Blanco. Poco tiempo después, el 29 de febrero de 2012, García del Blanco renunció a los cargos de diputado provincial y de concejal de León tras ser designado senador
 por las Cortes de Castilla y León.
Ya en el Senado asumió la vicepresidencia segunda en la Comisión de Sanidad y Servicios Sociales, así como las funciones de vocal en la Comisión Especial para el Desarrollo y en la Comisión Mixta de Control Parlamentario de la Corporación RTVE y sus Sociedades.
Dentro de su actividad senatorial se pueden señalar sus acciones en defensa de la minería, del sector agrícola leonés y comunitario, y del empleo, como sucedió con el caso del Ere de Atento, así como su participación en temas como la situación de RTVE.
En mayo del 2014 dimitió, junto con otros veinticinco miembros de la Comisión Ejecutiva Autonómica del PSCYL-PSOE, tras rechazarse la propuesta de Oscar López de un congreso extraordinario abierto a la militancia.
Formó parte de la ejecutiva del PSOE nacida tras el triunfo de Pedro Sánchez en las elecciones primarias celebradas el 13 de julio de 2014, como Secretario Federal de Cultura y como Secretario Federal de Movimientos Sociales
, puesto en el que sucedió al malogrado Pedro Zerolo. Fue el único miembro de dicha ejecutiva de origen leonés. Habiendo considerado incompatible esta nueva función con la actividad de senador, renunció como tal el 5 de agosto del mismo año, siendo sustituido por Óscar López Águeda.
Fue miembro del patronato de la Fundación Pablo Iglesias.
En enero del 2017 decide abandonar la política, tras trece años de militancia, a raíz de la crisis provocada por la toma del poder a manos de una comisión gestora,  optando por centrarse n el ejercicio la abogacía; abriendo bufete en Madrid

̹Tras 13 años sigo libre, limpio, comprometido y con mis ideas intactas. Comienzo esta nueva etapa con mucha ilusión y ganas. Gracias a tod@s por vuestra ayuda y comprensión durante todos estos años. Gracias también por las críticas constructivas y honestas que me han ayudado, sinceramente, a ser mejor/ Iban García del Blanco

Sin desdecir lo dicho, la imprevista y aplastante victoria de Pedro Sánchez en las primarias de mayo del 2017, acogida de forma renuente por la prensa oficial, ha hecho que se reincorpore nuevamente a la ejecutiva del PSOE como Secretario Federal de Cultura, asumiendo también el área de Deporte, tras el 39.º Congreso del partido celebrado en junio del 2017, cargo que ostentó hasta el 40.º Congreso Federal del PSOE en 2021.
García del Blanco ha participado de forma habitual en los coloquios del programa "Las mañanas de Cuatro" durante estos últimos años y, menos frecuentemente, en los de "Las mañanas de Ana Rosa" de TeleCinco y otros.
Fue el director de la Fundación Pablo Iglesias y del ente público Acción Cultural Española (2018-2019). En la actualidad, es Diputado al Parlamento Europeo por el PSOE desde el año 2019, donde ejerce como Vicepresidente de la Comisión de Asuntos Jurídicos (JURI). 

## Elecciones 2015 y 2016
García del Blanco se presentó en 2015 y 2016 como candidato a diputado en el puesto número dos de la listas del PSOE por la provincia de León, actas que no consiguió al obtener el PSOE un único diputado por esta provincia.

## Funciones públicas desempeñadas
- Vicepresidente de la Comisión de Asuntos Jurídicos (JURI), miembro de la Delegación para las Relaciones con los Países de la Comunidad Andina (DAND) y de la Delegación en la Asamblea Parlamentaria Euro-Latinoamericana (DLAT). También es miembro suplente de la Comisión de Cultura y Educación (CULT) y de la Delegación en la Comisión Parlamentaria Mixta UE-Chile (D-CL)
- Diputado al Parlamento Europeo por el PSOE desde el año 2019, miembro del Grupo de la Alianza Progresista de Socialistas y Demócratas (S&D) en la Eurocámara
- Presidente de Acción Cultural Española. (2018-2019).
- Vicepresidente segundo en la Comisión de Sanidad y Servicios Sociales del Senado (2012-2014).
- Vocal Comisión Mixta de Control Parlamentario de la Corporación RTVE y sus Sociedades (2012-2014).
- Senador de designación autonómica (2012-2014).
- Diputado provincial en la Diputación de León (2011-2012).
- Concejal del Ayuntamiento de León (2003-2007 y 2007-2011).
- Presidente de la Junta de Estudiantes de la Universidad de León (1999).
- Vicepresidente del Consejo Interuniversitario de Representantes de Estudiantes de Universidades de Castilla y León (1998).

## Funciones dentro del PSOE
- Director de la Fundación Pablo Iglesias/19 de setiembre de 2017
- Secretario de Cultura del PSOE/17 de junio de 2017 - 16 de octubre de 2021
- Secretario de Movimientos Sociales y Relaciones con las ONG del PSOE
- Secretario de Cultura del PSOE/27 de julio de 2014-1 de octubre de 2016
- Miembro del patronato de la Fundación Pablo Iglesias.
- Portavoz del grupo socialista en la Diputación de León (2011).
- Secretario de organización del PSOE de León (2008-2011).
- Secretario general de las JJSS de León (1999-2004).

## Premios y reconocimientos
- Premio Antonio Delgado a la Divulgación de la Propiedad Intelectual de la SGAE. (2024)